# Жуково (городской округ Клин)
Жуково — деревня в Клинском районе Московской области, в составе Городского поселения Клин. Население — 44 чел. (2010). До 2006 года Жуково входило в состав Спас-Заулковского сельского округа.

## Расположение
Деревня расположена в северной части района, примерно в 13 км к северо-западу от города Клин, у истоков безымянного ручья бассейна реки Дойбица (правый приток Волги), высота центра над уровнем моря 159 м, высота центра над уровнем моря 146 м. Ближайшие населённые пункты — примыкающий на юго-западе Спас-Заулок и Минино в 2 км на восток. У южной окраины деревни проходит региональная автодорога 46Н-03760 (автотрасса М10 «Россия» — Борщево — Московское большое кольцо).

## Население
| 2002 | 2006 | 2010 |
| ---- | ---- | ---- |
| 44   | ↘43  | ↗44  |